# Schwarzenbach (Burgthann)

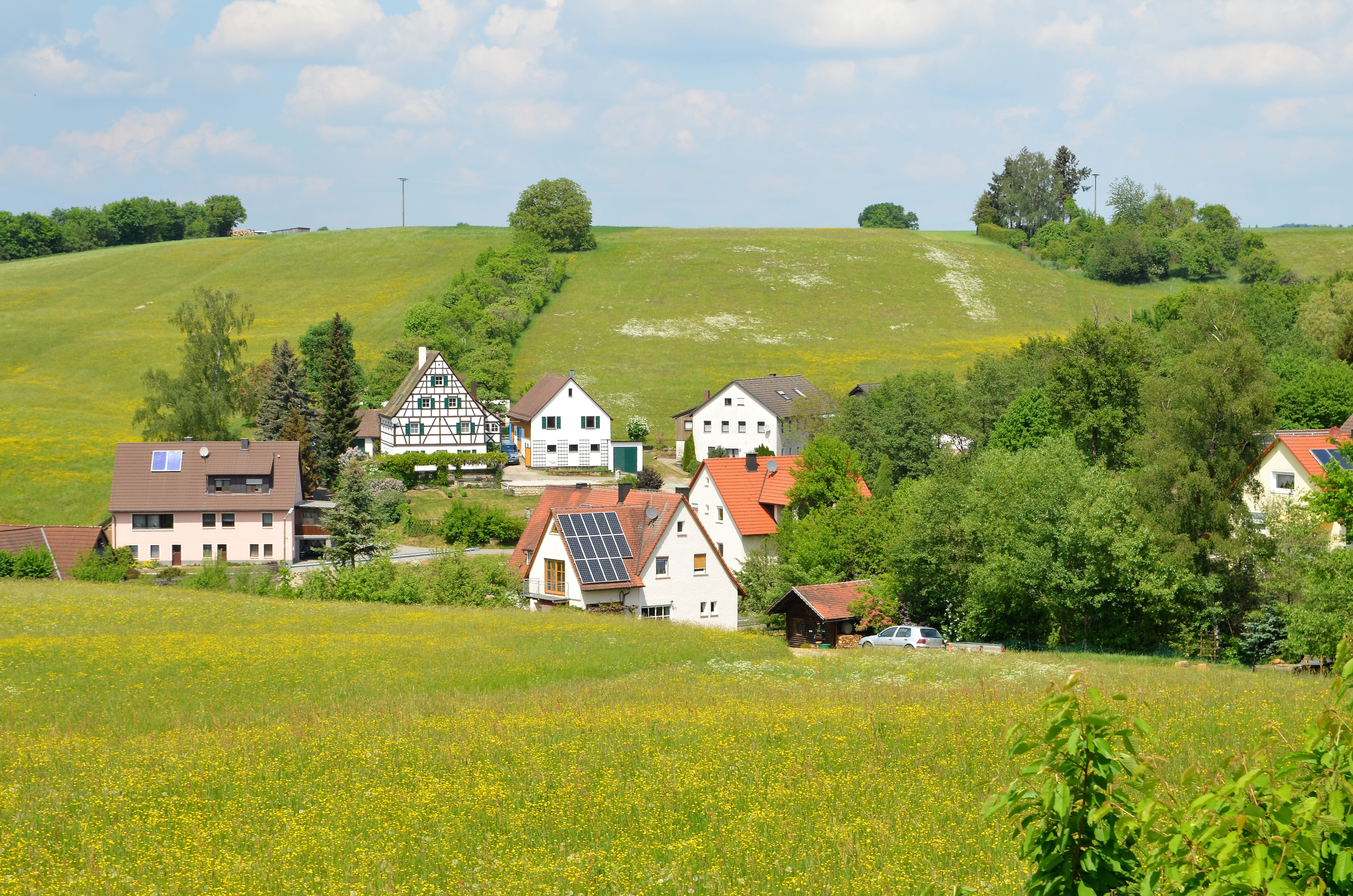
Blick auf Schwarzenbach

Schwarzenbach ist ein Gemeindeteil der Gemeinde Burgthann im Landkreis Nürnberger Land (Mittelfranken, Bayern). Die Gemarkung Schwarzenbach hat eine Fläche von 3,144 km². Sie ist in 1372 Flurstücke aufgeteilt, die eine durchschnittliche Flurstücksfläche von 2291,80 m² haben. In ihr liegt neben dem namensgebenden Ort die Gemeindeteil Osterhof.

## Geografische Lage

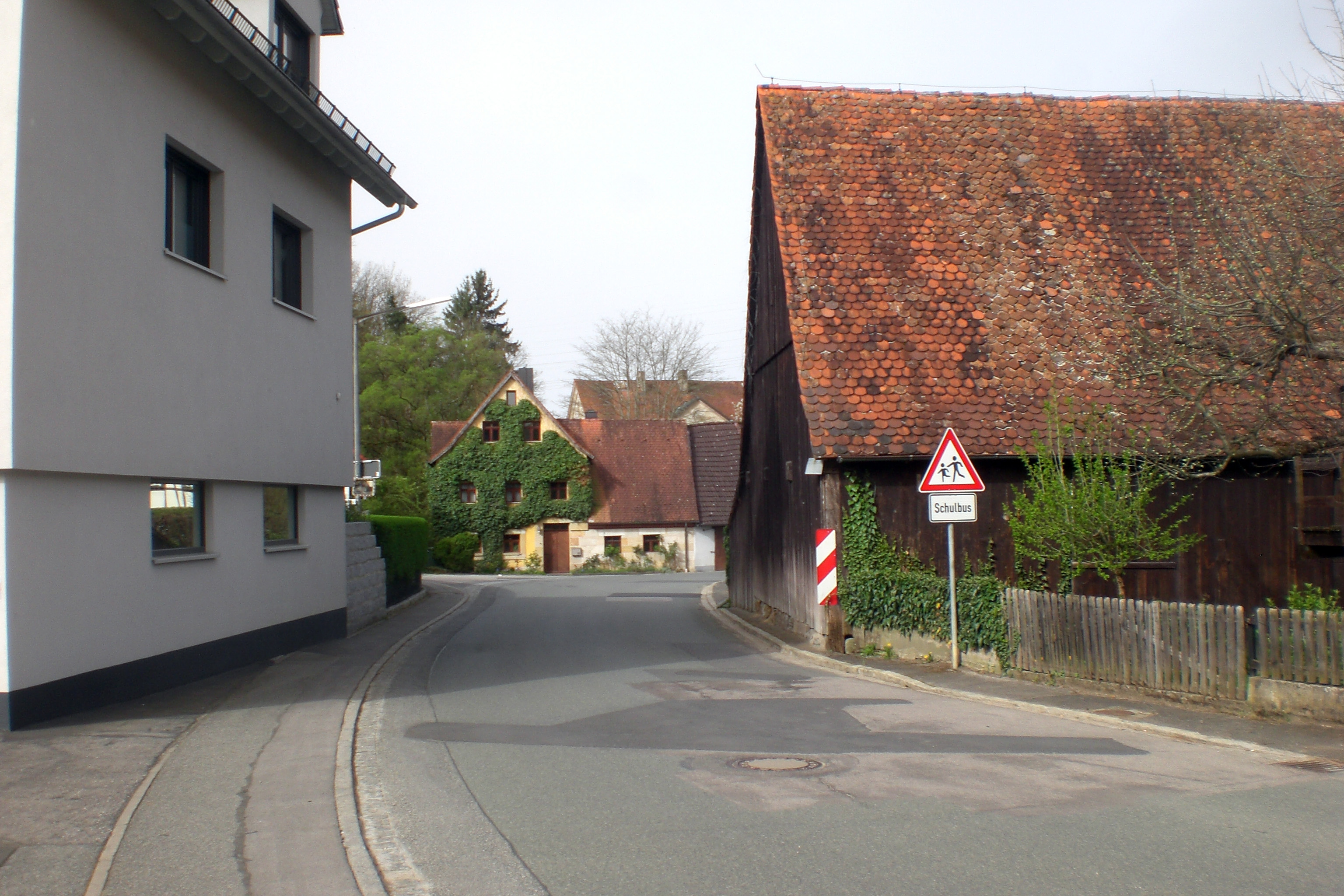
Ortsbild von Schwarzenbach (2024)

Das Dorf liegt direkt am Ludwig-Donau-Main-Kanal und am Schwarzenbach. Durch den Ortskern verläuft die Staatsstraße 2401 nach Burgthann (1,8 km nordwestlich) bzw. nach Dörlbach (0,6 km nordöstlich). Gemeindeverbindungsstraßen führen nach Westhaid (1,3 km nördlich), nach Peunting (0,7 km südöstlich) und am Osterhof vorbei nach Ezelsdorf (2,8 km südlich).

## Geschichte
Mit dem Gemeindeedikt (frühes 19. Jahrhundert) wurde Schwarzenbach dem Steuerdistrikt Ezelsdorf zugewiesen. Zugleich entstand die Ruralgemeinde Schwarzenbach. Sie unterstand in Verwaltung und Gerichtsbarkeit dem Landgericht Altdorf. Osterhof wurde erst später auf dem Gemeindegebiet gegründet. Im Zuge der Gebietsreform in Bayern wurde die Gemeinde am 1. Januar 1972 nach Burgthann eingegliedert.

### Einwohnerentwicklung
| Jahr          | 1910 | 1933 | 1939 | 2013 | 2022 |
| Einwohnerzahl | 303  | 281  | 280  | 673  | 696  |

## Baudenkmäler
- Glockenturm von Schwarzenbach
- Ludwig-Donau-Main-Kanal

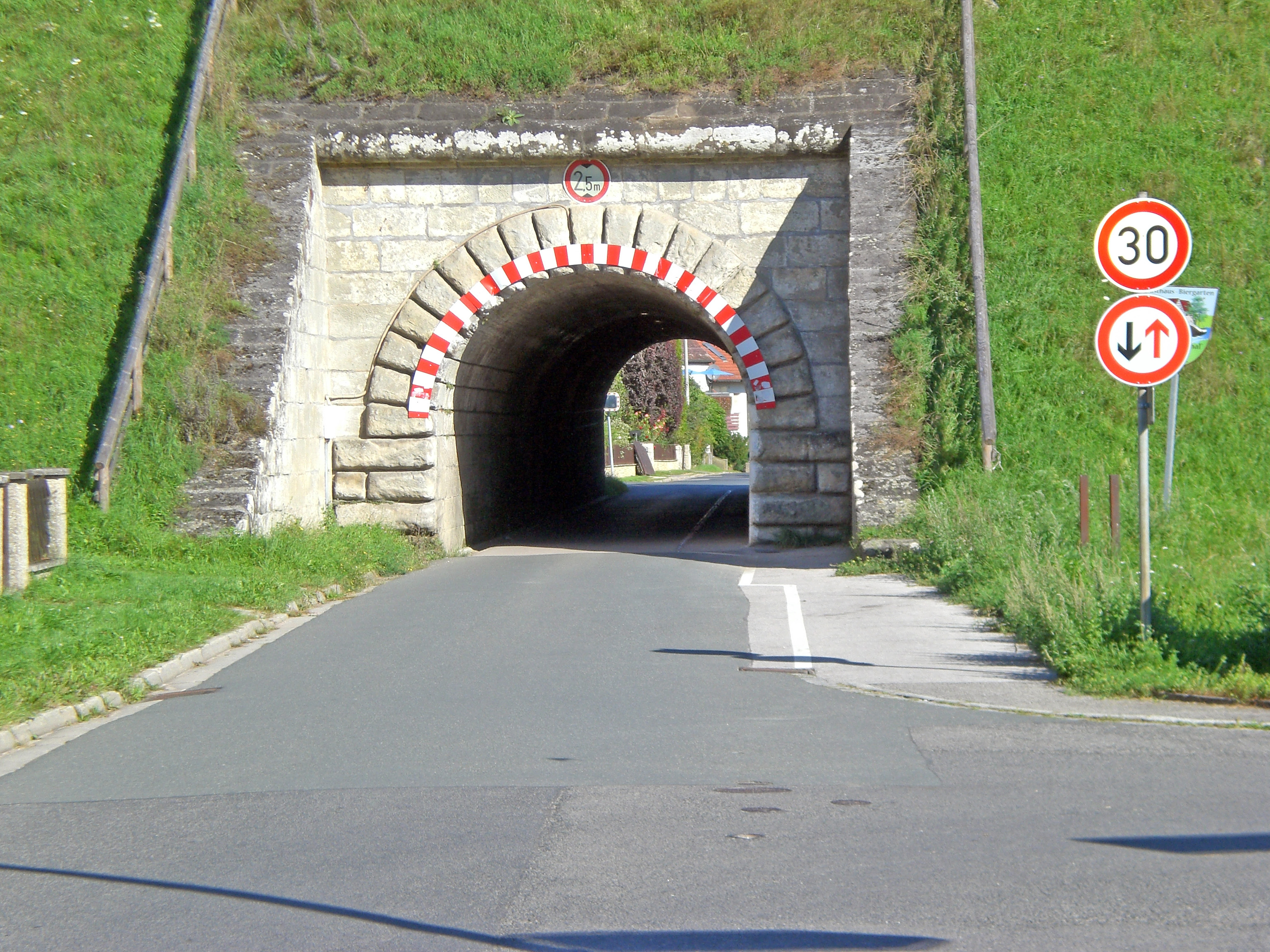
Straßentunnel unter dem Alten Kanal (2023)

- Straßentunnel durch den Ludwig-Donau-Main-Kanal
- Altdorfer Straße 13: Wohnstallhaus
- Altdorfer Straße 30: Ehemaliges Schulhaus

## Freizeit
In den Sommermonaten besteht die Möglichkeit den Ludwig-Donau-Main-Kanal mit dem Treidelschiff Elfriede zu befahren.

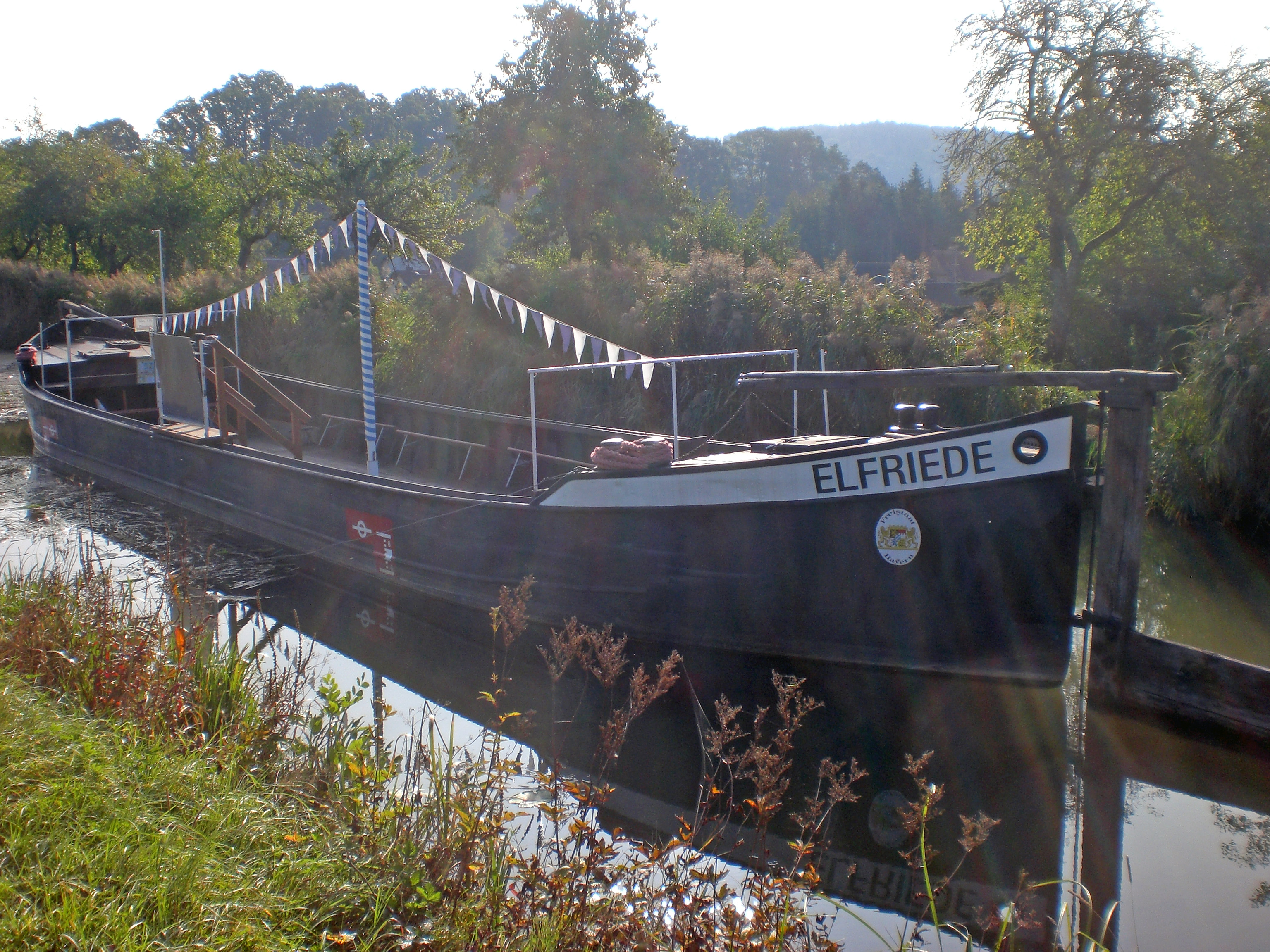
Treidelschiff Elfriede (2023)

 An der Anlegestelle befindet sich die einzige Gastwirtschaft des Ortes mit einem Biergarten.